# Resolutie 352 Veiligheidsraad Verenigde Naties
Resolutie 352 van de Veiligheidsraad van de Verenigde Naties werd unaniem aangenomen op 21 juni 1974, en beval Grenada aan voor VN-lidmaatschap.

## Achtergrond
In 1974 werd Grenada een onafhankelijke staat binnen het Brits gemenebest.

## Inhoud
De Veiligheidsraad had de aanvraag van Grenada bestudeerd, en beval de Algemene Vergadering aan om Grenada toe te laten als VN-lidstaat.

## Verwante resoluties
- Resolutie 336 Veiligheidsraad Verenigde Naties (Bahama's)
- Resolutie 351 Veiligheidsraad Verenigde Naties (Bangladesh)
- Resolutie 356 Veiligheidsraad Verenigde Naties (Guinee-Bissau)
- Resolutie 372 Veiligheidsraad Verenigde Naties (Kaapverdië)

Lijst ·  345 ·  346 ·  347 ·  348 ·  349 ·  350 ·  351 ·  352 ·  353 ·  354 ·  355 ·  356 ·  357 ·  358 ·  359 ·  360 ·  361 ·  362 ·  363 ·  364 ·  365 ·  366